# Петър Бонев (певец)
Петър Бонев е български поп изпълнител.

## Биография
Петър Бонев е роден в София, България на 17 май 1980 г. Първите музикални изяви са в детската градина, а след това в училище е солист на училищния хор.

## Кариера
През 2001 г. Петър Бонев започва работа в ДА „Гражданска защита“  като паралелно развива певческите си умения с вокални педагози. 2005 г. се запознава с певицата Светла Иванова, на която става беквокалист и това отваря вратите към голямата сцена.
През 2012 г., издава първият си сингъл "Това до мен" . Видеото е режисирано от Васил Стефанов . Музика на група „Попкорн“, текст на Димо Стоянов от група П.И.Ф.
След реализацията на песента Петър прави сценична пауза и се фокусира върху кариерата си в гражданска защита, но не спира да прави музика. 
През 2019 г. се премества да живее в Брюксел, Белгия и става част от екипа на Координационния център за реакция при извънредни ситуации към ГД "ECHO", Европейска комисия.
На 14 февруари 2023 издава баладата "Губя те"   написана от Мариела Бончева и Петър, аранжимент на Иван Лечев. 
На 24 Март 2023 издава "Искаш ли?" с Филката . Политическа и житейска хумористична песен с анимиран видеоклип . Текст и музика са на Петър и Филката, аранжимента на Били Хлапето. Двете песни са записани при Бате Пешо в студио Buster.